# Чабб, Чарльз
Чарльз Чабб (31 декабря 1851 — 25 июня 1924) — британский орнитолог .

## Биография
Чарльз Чабб родился в деревне Steeple Langford поблизости от Солсбери. В возрасте 26 лет он начал работать в Британском музее.
Дважды состоял в браке (жён учёного звали Ada Albion и Alice Mabel Baker), имел семь детей, один из которых, Эрнест Чарльз Чабб, также стал орнитологом и являлся куратором музея в Дурбане.
В 1924 году Чарльза Чабба сбила машина у Музея естествознания в британской столице. Две недели спустя он умер в Лондоне.

## Работы
- The Birds of British Guiana, based on the collection of Frederick Vavasour McConnell (2 тома, 1916 и 1921)
- The Birds of South America (1912, совместно с одним из баронов Брэбурнов)